# Triết học duy vật khoái lạc
Cārvāka (tiếng Phạn: चार्वाक), còn được gọi là Lokāyata hoặc Triết học duy vật khoái lạc, là một hệ thống triết học Ấn Độ, cho rằng vật chất có các hình thức khác nhau. Đặc điểm của triết học này là sự hoài nghi mang tính triết học và sự thờ ơ với tôn giáo.
Cārvāka được phân loại như là một hệ thống triết học Ấn Độ giáo (Nāstika) không chính thống. Nó được mô tả như là một tư tưởng mang tính vật chất (duy vật) và vô thần. Trong khi chi nhánh này của triết học Ấn Độ ngày nay không được coi là một phần của sáu trường phái chính thống của triết học Hindu, một số triết gia mô tả nó như một phong trào triết học vô thần hay là duy vật chất trong Ấn Độ giáo.
Cārvāka nổi lên như là một tư tưởng thay thế cho các tư tưởng Āstika Hindu chính thống trước Vệ đà, cũng như tư tưởng sơ khai đi trước của triết lý nāstika tiếp theo đương thời như Ājīvika, Jainism và Phật giáo (hai tôn giáo này sau đó được mô tả ngày hôm nay như các tôn giáo riêng biệt) trong giai đoạn khởi đầu của triết học Ấn Độ. Đối lập với các tư tưởng khác, nguyên tắc đầu tiên của triết học Cārvāka là không công nhận sự ảnh hưởng bên ngoài như một phương tiện để thiết lập những chân lý siêu hình.

## Từ nguyên học
Từ nguyên Cārvāka có nghĩa là "bài phát biểu dễ chịu" hay "người nói ngọt ngào" (cāru - dễ chịu hay ngọt ngào và vāk - lời phát biểu) và Lokāyata nghĩa là "phổ biến trong thế giới" (loka - thế giới và āyata - phổ biến).
Tên Lokāyata có thể được truy nguồn từ tác phẩm Arthashastra của Kautilya. Tác phẩm này đề cập đến ba triết lý (ānvīkṣikīs) - Yoga, Samkhya và Lokāyata. Tuy nhiên, Lokāyata trong Arthashastra, không đứng cho triết học về vật chất vì Arthashastra đề cập đến Lokāyata như là một phần của kinh Vệ Đà. Lokāyata ở đây có thể đề cập đến logic hay khoa học tranh luận (disputatio, "phê bình"), không phải nói đến các học thuyết duy vật. Tương tự như vậy, Saddaniti và Buddhaghosa ở thế kỷ thứ 5 liên kết "Lokāyata" với Vitandas (ngụy biện).
Từ khoảng thế kỷ thứ 6, thuật ngữ Lokāyata được giới hạn trong các trường phái của thuyết duy vật hoặc Lokyātikas. Tên Cārvāka lần đầu tiên được nhà triết học Purandara sử dụng trong thế kỷ thứ 7. Purandara gọi các bạn triết gia của mình là "Cārvākas", và từ này đã được các nhà triết học thế kỷ thứ 8 Kamalaśīla và Haribhadra sử dụng. Nhà triết học Adi Shankara thì luôn luôn sử dụng từ Lokāyata mà không dùng từ Cārvāka. Vào thế kỷ thứ 8, các thuật ngữ Cārvāka, Lokāyata, và Bārhaspatya đã được sử dụng thay thế cho nhau để biểu thị triết học về vật chất.

## Triết lý
Lokayata là một học thuyết duy vật biện chứng thuần túy. Trường phái này đơn giản dễ hiểu và không có giá trị nhiều về mặt triết học. So với triết học Tây phương, Lokayata có điểm tương đồng rõ nét nhất với chủ nghĩa khoái lạc (hedonism) của Epicurus, ở điểm Lokayata chấp thuận khoái lạc làm mục đích có giá trị cao cả trong cuộc sống. Nhưng khác biệt là trên con đường theo đuổi sự sung sướng đó, đã được đặt trong khuôn khổ những giới hạn, thí dụ, không được gây đau khổ cho kẻ khác,.... Theo đó, Carvaka/Lokayata còn có những điểm tương đồng với đạo đức học duy thực lợi chủ nghĩa (utilitarianist ethics) của Tây phương.

## Sách tham khảo
- Bhatta, Jayarashi. Tattvopapalavasimha (Charvaka Philosophy).
- Bhattacharya, Ramakrishna. Cārvāka Fragments: A New Collection, Journal of Indian Philosophy, Volume 30, Number 6, December 2002, pp. 597–640.
- Bhattacharya, Ramakrishna. Studies on the Carvaka/Lokayata (Cultural, Historical and Textual Studies of Religions). Anthem Press; Bilingual edition (ngày 15 tháng 12 năm 2011). ISBN 0857284339.
- Chattopadhyaya, Debiprasad (1959). Lokāyata: A Study in Ancient Indian Materialism. New Delhi: People's Pub. House.
- Chattopadhyaya, Debiprasad (1964). Indian Philosophy: A Popular Introduction. New Delhi: People's Pub. House.
- Chattopadhyaya, Debiprasad (1969). Indian Atheism: A Marxist Analysis. Kolkata: Manisha.
- Chattopadhyaya, Debiprasad (1976). What Is Living and What Is Dead in Indian Philosophy. New Delhi: People's Pub. House.
- Cowell, E. B.; Gough, A. E. (2001). The Sarva-Darsana-Samgraha or Review of the Different Systems of Hindu Philosophy: Trubner's Oriental Series. Taylor & Francis. ISBN 978-0-415-24517-3.
- Flood, Gavin (1996). An Introduction to Hinduism. Cambridge: Cambridge University Press.
- Gokhale, Pradeep P. The Cārvāka Theory of Pramāṇas: A Restatement, Philosophy East and West (1993).
- Koller, John M. Skepticism in Early Indian Thought, Philosophy East and West (1977).
- Nambiar, Sita Krishna (1971). Prabodhacandrodaya of Krsna Misra. Delhi: Motilal Banarasidass.
- Phillott, D. C. (ed.) (1989) [1927]. The Ain-i Akbari. by Abu l-Fazl Allami, trans. Heinrich Blochmann (ấn bản thứ 3). Delhi: Low Price Publications. ISBN 81-85395-19-5. {{Chú thích sách}}: |first= có tên chung (trợ giúp)
- Radhakrishnan, Sarvepalli; and Moore, Charles A. A Source Book in Indian Philosophy. Princeton University Press; 1957. Princeton paperback 12th edition, 1989. ISBN 0-691-01958-4.
- Riepe, Dale (1964). The Naturalistic Tradition of Indian Thought (ấn bản thứ 2). Delhi: Motilal Banarsidass.
- Salunkhe, A. H. (1992). Aastikashiromani Chaarvaaka (bằng tiếng Marathi).{{Chú thích sách}}:  Quản lý CS1: ngôn ngữ không rõ (liên kết)
- Schermerhorn, R. A. When Did Indian Materialism Get Its Distinctive Titles?, Journal of the American Oriental Society (1930).
- Sen, Amartya (2005). The Argumentative Indian: Writings on Indian History, Culture and Identity. London: Allen Lane. ISBN 0-7139-9687-0.